# Vinorodni podokoliš Maribor
Vinorodni podokoliš Maribor (1394 ha) se nahaja na zahodnem obrobju 6113 hektarjev obsegajočega vinorodnega okoliša Štajerska Slovenija,  vinorodne dežele Podravje (6641 ha). Deli se na dve večji območji, ki ju razmejuje reka Drava: severno od reke se razprostirata Kozjak in Slovenske gorice, južna območja pa potekajo od Slovenskih Konjic, Slovenske Bistrice, Ruš, Peker in Limbuša, do obronkov Pohorja.  Na eni strani Mariborski podokoliš omejuje Pohorje, na jugu meji na Haloze in Šmarsko Virštajnski podokoliš, na vzhodu na dolino Drave in Srednje Slovenske gorice, na severu pa na avstrijsko vinorodno regijo  Südsteiermark. Večji vinarski centri so Maribor, Slovenske Konjice in Slovenska Bistrica.Celotni vinorodni podokoliš je geografsko raznolik, zato v njem pridelujejo številne vinske sorte. Vpliv Pohorja je najbolj močan prav v tem podokolišu, zato imajo vina odličen aromatski potencial tudi v vse pogostejših vročih letnikih. Nadmorske višine kjer rastejo nekateri vinogradi lahko segajo tudi do 500 m.V Mariborskem podokolišu so pridelana številna vrhunska bela vina, med zvrstmi pa sta najbolj poznana ritoznojčan in mariborčan (imena po krajih Ritoznoj in Maribor). Na mariborskem Lentu raste najstarejša trta na svetu (440 let), žametna črnina.